# Thomas Christopher Collins
Thomas Christopher Collins (Guelph, 16 gennaio 1947) è un cardinale e arcivescovo cattolico canadese, dall'11 febbraio 2023 arcivescovo emerito di Toronto.

## Biografia
Thomas Christopher Collins è nato il 16 gennaio 1947 a Guelph, provincia dell'Ontario e diocesi di Hamilton, nella parte sud-orientale del Canada. Proveniente da una devota famiglia cattolica, è nato da Thomas Collins (1895 – 1967) e Juliana Keen (1899 – 1978), che si erano sposati nel 1938 dopo aver rimandato le nozze per tre anni a causa di due lutti in famiglia; prima di lui, i suoi genitori avevano avuto altri tre figli, due femmine ed un maschio: Catharine e Patricia Anne, entrambe future insegnanti rimaste nubili, e George Anthony, morto bambino.

### Origini familiari
I suoi antenati paterni provenivano da Drogheda, in Irlanda, ed erano migrati a Guelph nel 1832: il suo bisnonno Patrick Downey divenne preside della scuola locale nel 1850 ed in seguito lo è divenuto anche suo nonno Christopher; suo padre lavorava in ferrovia prima di diventare direttore della circolazione del quotidiano The Guelph Mercury, dove suo zio Joseph era l'editore ed in seguito è divenuto membro conservatore del parlamento provinciale di Wellington South.
I suoi avi materni, invece, erano originari di Birmingham, in Inghilterra, ed erano migrati a Brantford nel 1904: suo nonno George Keen era il fondatore e segretario generale della Co-operative Union of Canada (CCA) ed aveva ricevuto un dottorato ad honorem dalla Saint Francis Xavier University per il suo lavoro pionieristico nella creazione di cooperative di credito in tutto il Paese; sua madre, arrivata in Canada quando aveva cinque anni, lavorava in un'azienda che costruiva mausolei e nel 1928 si era trasferita a Guelph per un progetto, dove poi ha incontrato il futuro marito.

### Formazione e ministero sacerdotale
Ha ricevuto l'istruzione primaria alla St. Stanislaw's Elementary School nella città nativa, dopo aver già imparato a leggere da autodidatta prima di iniziare, mostrandosi un eccellente alunno e saltando per questo la quarta elementare; in questo periodo, nelle notti invernali, spesso camminava con suo padre in cima ad una collina per assistere all'adorazione eucaristica, un'esperienza che lo ha segnato profondamente. Nel 1953, quando aveva sei anni, suo padre ha sofferto di tubercolosi spinale ed ha trascorso l'intero anno in un sanatorio vicino a Kitchener; era troppo giovane per essere ammesso alle visite ed ha visto suo padre solo una volta quell'anno. Per questo motivo, sua madre ha trovato lavoro come segretaria in uno studio legale.
La sua casa d'infanzia a Guelph era situata in Durham Street, dietro la chiesa Our Lady Immaculate, dove ad otto anni ha cominciato a servire come ministrante la prima messa della mattina; un giorno, al termine di una celebrazione, una croce di pietra è caduta dalla facciata della chiesa sfiorandolo e danneggiando le scale e la ringhiera in acciaio ma, pur essendosi spaventato, è rimasto illeso. Aveva anche provato ad entrare nel coro della parrocchia ma il direttore ed organista John Marrin lo ha scoraggiato. Fin da bambino ha sviluppato un grande interesse per la lettura, mentre non è mai stato appassionato di sport e preferiva giocare a scacchi; è divenuto appassionato anche di fotografia, filatelia ed ha preso lezioni di chitarra.
Ha proseguito gli studi secondari alla Bishop Macdonnell Catholic High School, dove i suoi insegnanti lo hanno descritto come un ragazzo tranquillo, umile e brillante nonché socievole ma sempre un po' in secondo piano; in particolare il suo docente di inglese, don John Newstead, è stato il primo a suggerire al giovane sedicenne di intraprendere la via del sacerdozio, quando lui immaginava un futuro da avvocato oppure insegnante. Alla fine ha scelto di entrare in seminario ma ha dovuto tardare gli studi perché suo padre è rimasto parzialmente paralizzato e su una sedia a rotelle a causa di un ictus, morendo nel 1967; sua madre invece è morta nel 1978. Il suo primo lavoro è stato quello di cameriere in un ristorante drive-in, continuando poi a servire ai tavoli del collegio gesuita nella periferia nord della città, lavorando in seguito durante il periodo universitario in una fabbrica di fibra di vetro ed anche come scavatore di tombe nel cimitero cattolico di Guelph.
Dopo aver ottenuto il diploma si è iscritto al Saint Jerome's College di Waterloo, conseguendo il Bachelor of Arts in inglese nel 1969 ed in seguito ha frequentato il Saint Peter's Seminary  e la University of Western Ontario, entrambe a London. È stato ordinato diacono il 14 maggio 1972, ricevendo poi l'ordinazione sacerdotale il 5 maggio 1973, nella cattedrale di Cristo Re ad Hamilton, per imposizione delle mani di Paul Francis Reding, vescovo di Hamilton; si è incardinato, ventiseienne, come presbitero della medesima diocesi. Lo stesso anno ha conseguito il Bachelor of Theology al seminario ed il Master of Arts in inglese all'università. Ha celebrato la sua prima messa presso la chiesa Our Lady Immaculate nella sua città natale.
Poco dopo gli è stato affidato il primo incarico pastorale come vicario parrocchiale nella Holy Rosary Parish di Burlington, dove è rimasto brevemente, servendo poi come vicario nella cattedrale di Hamilton ed insegnante e cappellano alla Cathedral boy's high school. In seguito si è trasferito a Roma, in Italia, dove ha frequentato il Pontificio Istituto Biblico ottenendo la licenza in Sacre scritture nel 1978. Al rientro in patria, lo stesso anno è divenuto docente al dipartimento d'inglese del King's University College e di Sacre scritture al Saint Peter's Seminary di London; in quest'ultimo è divenuto poi direttore spirituale nel 1981 e professore associato nel 1985.
È tornato poi nella capitale italiana, dove ha studiato alla Pontificia Università Gregoriana conseguendo il dottorato in teologia nel 1986, avendo come relatore don Ugo Vanni, S.I., con una tesi intitolata "L'Apocalisse 22,6-21 come punto focale dell'insegnamento morale e dell'esortazione nell'Apocalisse". Nuovamente in Canada, nel 1989 è divenuto editore associato di Discover the Bible ed ha ripreso l'insegnamento al St. Peter's Seminary, di cui è divenuto decano di teologia e vicerettore nel 1992 ed infine rettore nel 1995, svolgendo tale incarico fino alla promozione all'episcopato.

### Ministero episcopale

#### Coadiutore e vescovo di Saint Paul in Alberta
Il 25 marzo 1997 papa Giovanni Paolo II lo ha nominato, cinquantenne, vescovo coadiutore di Saint Paul in Alberta. Ha ricevuto la consacrazione episcopale il 14 maggio seguente, nella cattedrale di Cristo Re ad Hamilton, per imposizione delle mani di Anthony Frederick Tonnos, vescovo di Hamilton, assistito dai co-consacranti Raymond Roy, vescovo di Saint Paul in Alberta, e John Michael Sherlock, vescovo di London. Come suo motto episcopale ha scelto Deum adora, che tradotto vuol dire "È Dio che devi adorare" (Apocalisse 22, 9).
Solo un mese dopo, il 30 giugno, con l'accettazione della rinuncia per motivi d'età del settantottenne monsignor Roy, che aveva guidato la diocesi per ben venticinque anni, è succeduto per coadiutoria come vescovo di Saint Paul in Alberta; ha preso possesso della diocesi durante una cerimonia svoltasi nella cattedrale di San Paolo a Saint Paul lo stesso giorno.
Il medesimo anno, in ambito della Conferenza dei vescovi cattolici del Canada (CCCB o CECC), è divenuto membro della Commissione nazionale teologica per poi divenirne presidente dal gennaio 1999 al 2001.

#### Coadiutore ed arcivescovo metropolita di Edmonton
Il 18 febbraio 1999 il papa lo ha promosso, cinquantaduenne, arcivescovo coadiutore di Edmonton, facendo in seguito il proprio ingressi in arcidiocesi. Nel marzo seguente è divenuto anche membro del Consiglio permanente della CCCB fino al 2003.
Quattro mesi dopo, il 7 giugno, con l'accettazione della rinuncia per motivi d'età del settantacinquenne Joseph Neil MacNeil, che aveva guidato l'arcidiocesi per ben ventisei anni, è succeduto per coadiutoria come arcivescovo metropolita di Edmonton. Il 29 giugno seguente, giorno della solennità dei Santi Pietro e Paolo, si è recato presso la basilica di San Pietro in Vaticano, dove il pontefice gli ha imposto il pallio, simbolo di comunione tra la Santa Sede e il metropolita. Rientrato in Canada, ha preso possesso dell'arcidiocesi durante una cerimonia svoltasi nella basilica cattedrale di San Giuseppe ad Edmonton il 13 settembre successivo.
Nel mese di luglio aveva ricevuto anche gli incarichi di presidente della Conferenza dei vescovi cattolici dell'Alberta, capo del Consiglio dei governatori del Newman Theological College e del St. Joseph's College dell'Università dell'Alberta, membro del Consiglio di amministrazione del Caritas Health Group e della Alberta Catholic Health Corporation.
Durante il suo ministero ad Edmonton ha avviato sessioni mensili di lectio divina presso la basilica cattedrale di San Giuseppe. Ha anche fondato la cappella di San Benedetto in un negozio vuoto nel centro commerciale City Center della città per il ministero verso gli acquirenti del centro e gli impiegati.
Nel febbraio 2000 è stato nominato membro del Comitato per l'organizzazione della Giornata mondiale della gioventù 2002, che si è svolta dal 23 al 28 luglio 2002 a Toronto. Il 16 marzo 2001 è stato nominato amministratore apostolico di Saint Paul in Alberta ed ha ricoperto tale ufficio fino al 9 novembre successivo, giorno dell'installazione del suo successore Joseph Luc André Bouchard; sempre in marzo è stato eletto presidente della Commissione per l'unità dei cristiani della CCCB per un triennio.
Il 16 ottobre 2006 si è recato in Vaticano, assieme agli altri membri dell'episcopato del Canada occidentale, per la visita ad limina apostolorum, allo scopo di discutere con il pontefice della situazione e dei problemi relativi alla sua arcidiocesi.

#### Arcivescovo metropolita di Toronto
Il 16 dicembre 2006 papa Benedetto XVI lo ha trasferito, cinquantanovenne, come arcivescovo metropolita di Toronto; è succeduto al settantaseienne cardinale Aloysius Matthew Ambrozic, contestualmente dimissionario per motivi d'età dopo sedici anni di governo pastorale. Ha preso possesso dell'arcidiocesi durante una cerimonia svoltasi nella cattedrale di San Michele a Toronto il 30 gennaio 2008, mentre il 29 giugno si è recato nella basilica vaticana per ricevere nuovamente il pallio ed il 30 giugno è stato ricevuto dal pontefice insieme agli altri metropoliti. È divenuto anche gran priore per la luogotenenza Canada-Toronto dell'Ordine equestre del Santo Sepolcro di Gerusalemme.
Lo stesso anno è entrato a far parte del Consiglio permanente della Conferenza dei vescovi cattolici del Canada, divenendo anche cancelliere della University of St. Michael's College e del Pontifical Institute of Mediaeval Studies di Toronto, presidente del Consiglio di amministrazione del St. Augustine's Seminary e del Redemptoris Mater Missionary Seminary, degli enti e dei cimiteri cattolici. Nel 2008 è stato eletto presidente della Conferenza dei vescovi cattolici dell'Ontario. 
Il 5 gennaio 2010 il papa lo ha nominato membro del Pontificio consiglio delle comunicazioni sociali, mentre il 31 maggio successivo lo ha nominato visitatore apostolico per l'arcidiocesi di Cashel e Emly a seguito della pubblicazione dei rapporti sui casi di pedofilia Ryan e Murphy nel 2009. Lo stesso anno ha preso parte all'assemblea speciale per il Medio Oriente del Sinodo dei vescovi, svoltosi dal 10 al 24 ottobre nella Città del Vaticano, con tema La Chiesa Cattolica nel Medio Oriente: Comunione e testimonianza. "La moltitudine di coloro che erano diventati credenti aveva un cuore solo e un'anima sola" (At 4, 32). Ha anche servito come delegato della Congregazione per la dottrina della fede per l'Anglicanorum coetibus, al fine di provvedere all'istituzione degli ordinariati personali per gli anglicani che entrano in piena comunione con la Chiesa cattolica.
È fortemente coinvolto nel movimento pro-life e si prodiga in particolare per l'educazione e la formazione dei giovani, dando particolare impulso alla missione delle scuole cattoliche; è inoltre autore di numerose pubblicazioni a carattere pastorale e scientifico.

### Cardinalato

Stemma da cardinale.

Il 6 gennaio 2012, durante l'angelus domenicale, papa Benedetto XVI ha annunciato la sua creazione a cardinale nel concistoro del 18 febbraio seguente; sessantacinquenne, è il sedicesimo porporato canadese nella storia della Chiesa ed il quarto alla guida dell'arcidiocesi di Toronto.
Durante la cerimonia, svoltasi nella basilica di San Pietro in Vaticano, gli sono stati conferiti la berretta, l'anello ed il titolo presbiterale di San Patrizio, vacante dal 31 dicembre 2009, giorno della morte del cardinale irlandese Cahal Brendan Daly, arcivescovo emerito di Armagh. Due giorni dopo è stato ricevuto in udienza assieme agli altri neo cardinali, mentre il 21 aprile è stato nominato membro della Congregazione per l'educazione cattolica e nuovamente del Pontificio consiglio delle comunicazioni sociali. Tornato a Roma, ha preso possesso del suo titolo in una celebrazione svoltasi il 23 ottobre dello stesso anno.
Dopo la rinuncia di papa Benedetto XVI, ha preso parte al conclave del 2013, che si è concluso il 13 marzo con l'elezione al soglio pontificio di papa Francesco. Il 30 novembre il nuovo pontefice lo ha confermato nel suo incarico presso la Congregazione per l'educazione cattolica.
Il 15 gennaio 2014 il papa lo ha nominato anche membro della Commissione cardinalizia di vigilanza sullo I.O.R. per un mandato di un quinquennio, che è terminato il 21 settembre 2021.
Il 27 giugno 2015 è stato nominato membro della Congregazione per le Chiese orientali e lo stesso anno la conferenza episcopale lo ha eletto per prendere parte alla XIV assemblea generale ordinaria del Sinodo dei vescovi, svoltasi dal 4 al 25 ottobre successivi, con tema La vocazione e la missione della famiglia nella Chiesa e nel mondo contemporaneo.
Il 25 aprile 2017 ha compiuto una seconda visita ad limina assieme agli altri vescovi dell'Ontario.
L'11 febbraio 2023 papa Francesco ha accettato la sua rinuncia al governo dell'arcidiocesi di Toronto per raggiunti limiti di età; contestualmente gli è succeduto Frank Leo, fino ad allora vescovo titolare di Tamada ed ausiliare di Montréal.
Il 7 e 8 maggio 2025 ha partecipato come cardinale elettore al conclave che ha portato all'elezione di papa Leone XIV.

## Genealogia episcopale e successione apostolica
La genealogia episcopale è:
- Cardinale Scipione Rebiba
- Cardinale Giulio Antonio Santori
- Cardinale Girolamo Bernerio, O.P.
- Arcivescovo Galeazzo Sanvitale
- Cardinale Ludovico Ludovisi
- Cardinale Luigi Caetani
- Cardinale Ulderico Carpegna
- Cardinale Paluzzo Paluzzi Altieri degli Albertoni
- Papa Benedetto XIII
- Papa Benedetto XIV
- Papa Clemente XIII
- Cardinale Marcantonio Colonna
- Cardinale Giacinto Sigismondo Gerdil, B.
- Cardinale Giulio Maria della Somaglia
- Cardinale Carlo Odescalchi, S.I.
- Cardinale Costantino Patrizi Naro
- Cardinale Serafino Vannutelli
- Cardinale Domenico Serafini, Cong. Subl. O.S.B.
- Cardinale Pietro Fumasoni Biondi
- Cardinale Giovanni Panico
- Vescovo Thomas Joseph McCarthy
- Vescovo Anthony Frederick Tonnos
- Cardinale Thomas Christopher Collins

La successione apostolica è:
- Vescovo Joseph Luc André Bouchard (2001)
- Vescovo Vincent Nguyên Manh Hieu (2010)
- Vescovo Wayne Joseph Kirkpatrick (2012)
- Vescovo Robert Michael Kasun, C.S.B. (2016)
- Vescovo Ivan Philip Camilleri (2021)